# Coupe de la division professionnelle bolivienne de football
La Coupe de la division professionnelle (en espagnol : Copa de la División Profesional) est une compétition de football bolivienne organisée par la Fédération bolivienne de football (FBF). Elle est créée en 2023 et oppose les clubs du Championnat de Bolivie de football.
Le vainqueur se qualifie pour la Copa Libertadores et le finaliste pour la Copa Sudamericana.
La coupe de la division professionnelle se joue en même temps que le championnat, les matchs de championnat se déroulent les week-end et les matchs de coupe sont joués en milieu de semaine. Les résultats des matchs de groupe sont intégrés dans le classement cumulé de la saison en cours.

## Format

### Édition 2023
Dans la première version, les équipes sont réparties dans deux poules de six et une poule de cinq équipes comme il y a 17 participants cette saison. Les équipes se rencontrent deux fois. Les trois premiers des poules de six et les deux premiers de la poule de cinq sont qualifiés pour la phase à élimination directe où les matchs se jouent en aller et retour. La finale se joue sur un seul match sur terrain neutre.
Le vainqueur est qualifié pour la Copa Libertadores 2024, le finaliste se qualifie pour la Copa Sudamericana 2024.
Le 5 septembre 2023, la compétition est arrêtée à la suite de soupçons de matchs arrangés.

### Édition 2024
À la suite du changement de format du championnat 2024, l'édition 2024 de la Coupe est annulée.

## Palmarès
| Année | Vainqueur    | Résultat | Finaliste            |
| ----- | ------------ | -------- | -------------------- |
| 2023  | Club Bolívar | 3 - 1    | CD Jorge Wilstermann |